# 三叶荚蒾
三叶荚蒾（学名：Viburnum ternatum）为五福花科荚蒾属的植物，为中国的特有植物。分布在中国大陆的贵州、湖北、四川、湖南、云南等地，生长于海拔650米至1,400米的地区，多生于山坡丛、山谷和灌丛中，目前尚未由人工引种栽培。

## 别名
三出叶荚蒾（拉汉种子植物名称）